# Michael Zullo
Pour les articles homonymes, voir Zullo.
Michael Zullo est un footballeur international australien né le 11 septembre 1988 à Brisbane. Pouvant évoluer au poste d'arrière gauche ou de milieu gauche, il joue depuis juillet 2016 pour le Sydney FC.

## Biographie
Le 14 juillet 2015, Zullo signe un contrat d'un an avec Melbourne City.
Avec l'équipe d'Australie, il compte 10 sélections.

## Palmarès

### En club
Avec le Sydney FC
- Champion d'Australie en 2017

### Distinction personnelle
- Meilleur arrière gauche du championnat d'Australie en 2017[3]

## Statistiques
Le tableau ci-dessous récapitule les statistiques de Michael Zullo lors de sa carrière en club :
| Saison                | Club                   | Championnat           | Championnat | Championnat | Coupe(s) nationale(s) | Coupe(s) nationale(s) | Autres compétitions | Autres compétitions | Autres compétitions | Total | Total |
| Saison                | Club                   | Division              | M.          | B.          | M.                    | B.                    | Comp.               | M.                  | B.                  | M.    | B.    |
| 2007-2008             | Queensland Roar        | 1                     | 14          | 1           | -                     | -                     | Playoffs            | 3                   | 0                   | 17    | 1     |
| 2008-2009             | Queensland Roar        | 1                     | 20          | 1           | -                     | -                     | Playoffs            | 3                   | 0                   | 23    | 1     |
| 2009-2010             | Brisbane Roar          | 1                     | 13          | 0           | -                     | -                     | -                   | -                   | -                   | 13    | 0     |
| 2010-2011             | FC Utrecht             | 1                     | 6           | 0           | -                     | -                     | -                   | -                   | -                   | 6     | 0     |
| 2011-2012             | FC Utrecht             | 1                     | 15          | 0           | 1                     | 0                     | -                   | -                   | -                   | 16    | 0     |
| 2012-2013             | FC Utrecht             | 1                     | 13          | 0           | 1                     | 0                     | -                   | -                   | -                   | 14    | 0     |
| 2013-2014             | Adélaïde United (prêt) | 1                     | 23          | 0           | -                     | -                     | Playoffs            | 1                   | 0                   | 24    | 0     |
| 2014-2015             | FC Utrecht             | 1                     | -           | -           | -                     | -                     | -                   | -                   | -                   | 0     | 0     |
| 2015-2016             | Melbourne City         | 1                     | 15          | 0           | 2                     | 0                     | -                   | -                   | -                   | 17    | 0     |
| 2016-2017             | Sydney FC              | 1                     | 26          | 0           | 4                     | 0                     | Playoffs            | 2                   | 0                   | 32    | 0     |
| Total sur la carrière | Total sur la carrière  | Total sur la carrière | 145         | 2           | 8                     | 0                     | -                   | 9                   | 0                   | 162   | 2     |